# Anna Alexandrowna Prugowa
Anna Alexandrowna Prugowa (russisch Анна Александровна Пругова, * 20. November 1993 in Chabarowsk) ist eine russische Eishockeytorhüterin, die seit 2016 bei Agidel Ufa aus der Schenskaja Hockey-Liga unter Vertrag steht. Zwischen 2010 und 2016 spielte sie regelmäßig für die russische Nationalmannschaft.

## Karriere
Prugowa besuchte im Alter von 11 Jahren ein Superliga-Spiel von Amur Chabarowsk. Dabei fiel ihr der damalige Torhüter von Amur, Alex Westlund, auf und sie schrieb sich anschließend an der Eishockeyschule von Amur ein. Mit 14 Jahren spielte sie zusammen mit gleichaltrigen Jungen. Dabei fiel sie dem Trainerteam von Tornado Moskowskaja Oblast auf, das Prugiwa verpflichtete. Mit Tornado gewann sie mehrfach die russische Meisterschaft sowie 2010, 2012 und 2013 den IIHF European Women Champions Cup.
Anna Prugowa studierte an der Staatlichen Russischen Universität für Körperkultur, Sport und Tourismus.
Im Jahr 2007 gab sie ihr Debüt in der Juniorinnen-Nationalmannschaft bei einem Vier-Nationen-Turnier in Dmitrow. Dort etablierte sie sich schnell und verdrängte Anna Winogradowa von der Torhüterposition. 2009 nahm sie mit dem U18-Nationalteam an der U18-Frauen-Weltmeisterschaft teil, wo dieses den siebten Platz belegte. Im Jahr 2010 erhielt Anna Prugowa die Nominierung für die Olympischen Winterspiele in Vancouver und war mit 16 Jahre und 86 Tage die jüngste Spielerin des Eishockeyturniers. Die Russinnen belegten den sechsten Platz, wobei Prugowa im Vorrundenspiel gegen die USA zum Einsatz kam und beim Stand von 0:10 in der 31. Minute ausgewechselt wurde.
Ab 2011 gehörte Prugowa fest zum Nationalmannschaftskader und absolvierte die Weltmeisterschaften 2011, 2012, 2013 und 2016, wobei sie 2013 und 2016 jeweils die Bronzemedaille gewann.

## Erfolge und Auszeichnungen
- 2010 Gewinn des European Women Champions Cup mit Tornado Moskowskaja Oblast
- 2011 Russischer Meister mit Tornado Moskowskaja Oblast
- 2011 Aufstieg in die Top-Division bei der Weltmeisterschaft der U18-Frauen
- 2012 Gewinn des European Women Champions Cup
- 2012 Russischer Meister mit Tornado Moskowskaja Oblast
- 2013 Gewinn des European Women Champions Cup
- 2013 Russischer Meister mit Tornado Moskowskaja Oblast
- 2013 Bronzemedaille bei der Weltmeisterschaft
- 2014 Gewinn des European Women Champions Cup
- 2016 Bronzemedaille bei der Weltmeisterschaft

## Karrierestatistik

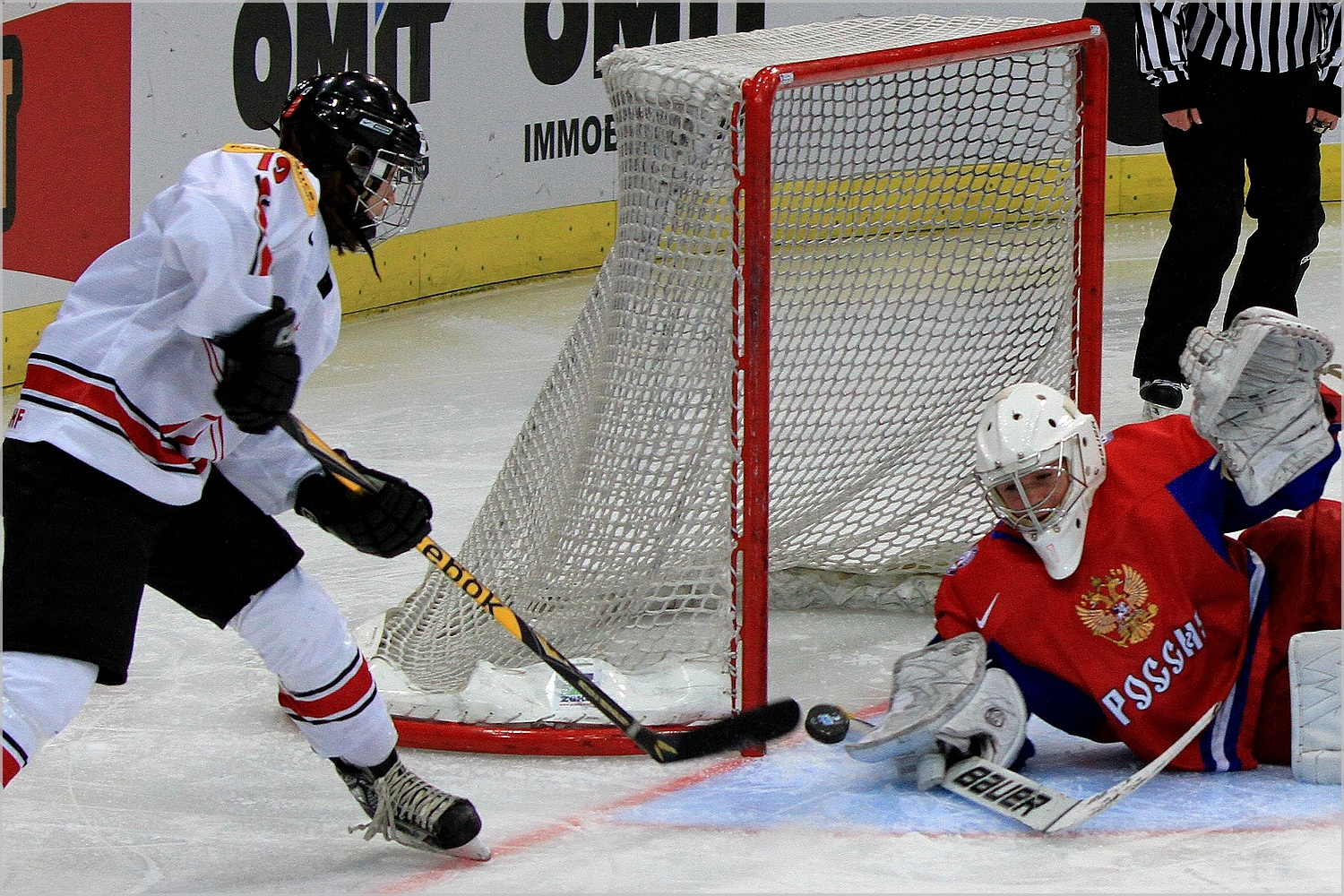
Anna Prugowa (re.) bei der Weltmeisterschaft 2011

(Legende zur Torhüterstatistik: GP oder Sp = Spiele insgesamt; W oder S = Siege; L oder N = Niederlagen; T oder U oder OT = Unentschieden oder Overtime- bzw. Shootout-Niederlage; Min. = Minuten; SOG oder SaT = Schüsse aufs Tor; GA oder GT = Gegentore; SO = Shutouts; GAA oder GTS = Gegentorschnitt; Sv% oder SVS% = Fangquote; EN = Empty Net Goal; 1 Play-downs/Relegation; Kursiv: Statistik nicht vollständig)